# Ciempozuelos
Ciempozuelos é um município da Espanha, na província e comunidade autônoma de Madrid. Tem 49,64 km² de área e em 2021 tinha 25 083 habitantes (densidade: 505,3 hab./km²). Limita com os municípios de Aranjuez, Chinchón, San Martín de la Vega, Seseña, Titulcia e Valdemoro.